# Ruine Baldenstein
Die Ruine Baldenstein, auch Altes Schloss genannt, ist die Ruine einer Spornburg bei der Stadt Gammertingen im Landkreis Sigmaringen in Baden-Württemberg.
Bei Ausgrabungen wurden wertvolle Funde gemacht, wie Spielsteine, Glasfragmente und Metallsporne, die schon bei diversen Ausstellungen gezeigt wurden.

## Geographische Lage
Die Burg befindet sich auf der Gemarkung Gammertingen, rund zwei Kilometer südwestlich der heutigen Stadt, links der Fehla auf einem Felssporn bei einer Höhe von 712 m ü. NN. Zu ihren Füßen im Tal lag der Weiler Baldenstein. Er ging um 1130 mit der Mühle an Zwiefalten, 1329 bestand noch ein Hof.

## Geschichte
Die Burg Baldenstein wurde um 1050 bis 1100 von den Grafen von Gammertingen vermutlich als Stammsitz erbaut.
Das Dorf Baldenstein, das am Fuße der Burg Baldenstein lag, wurde 1140 von zwei Töchtern des Grafen Ulrich II. von Gammertingen dem Kloster Zwiefalten geschenkt. Das Dorf umfasste neun Höfe und eine Mühle. Nach der Gründung der Städte Gammertingen und Hettingen wurde das Dorf aufgegeben und seine Markung zwischen Gammertingen und Hettingen aufgeteilt.
Um 1150 wurde die Burg Baldenstein ohne kriegerische Einwirkung durch einen Brand zerstört und nicht wieder aufgebaut.
Die Grafen von Gammertingen, deren Grablege 1983 in der Gammertinger St. Michaliskirche gefunden wurde, sind um 1170 bis 1180 ausgestorben.
Nach dem Erlöschen des Geschlechts der Grafen von Gammertingen fiel die Herrschaft über Gammertingen und Hettingen und damit auch die Burg Baldenstein an die Grafen von Veringen.
Auf der Ruine Baldenstein fanden 1933 erste Ausgrabungen statt. 1963 bis 1965 wurde die Ruine freigelegt und instand gesetzt.

## Beschreibung

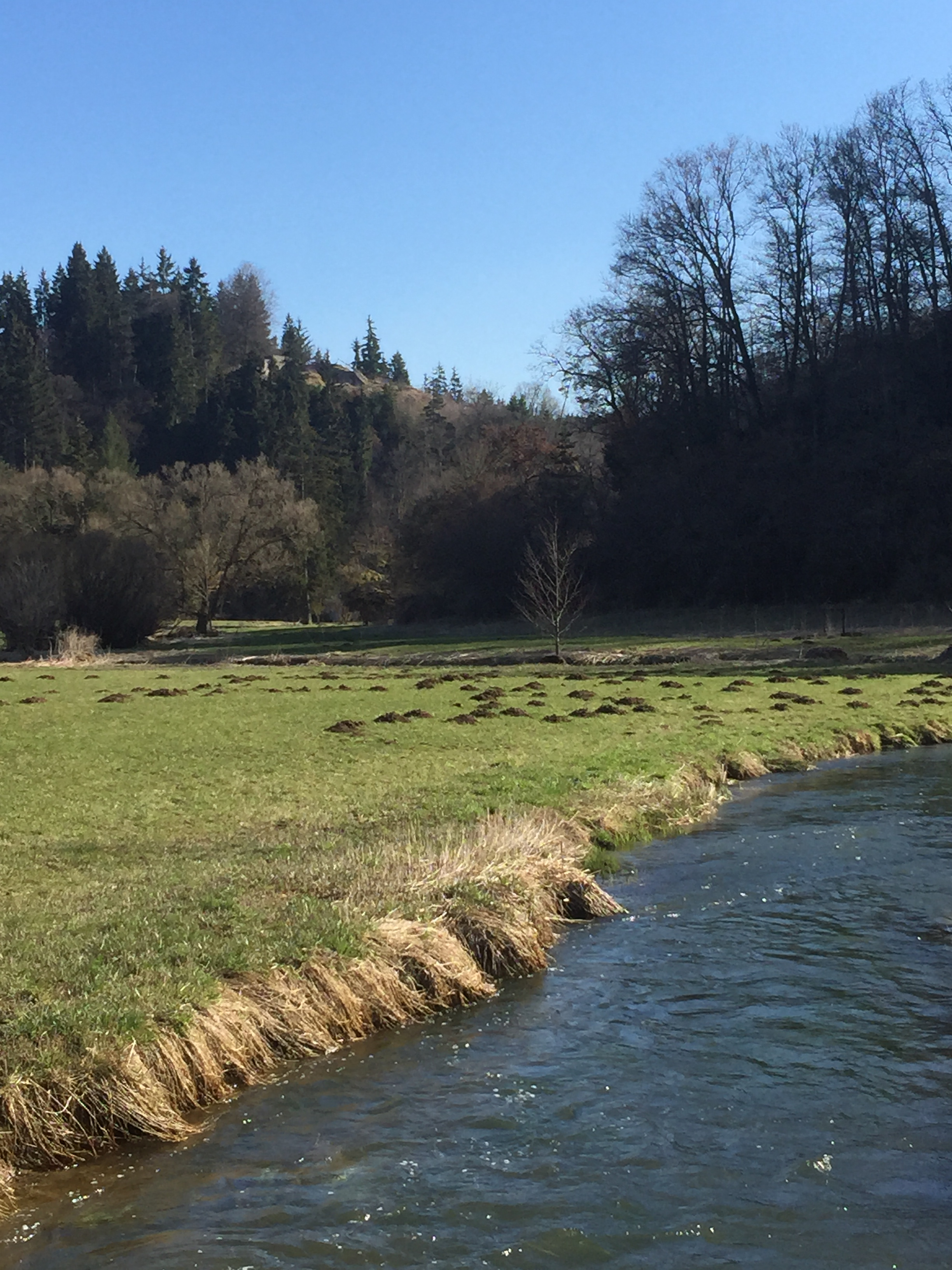
Hinten die Ruine Baldenstein oberhalb der Fehla

Die Burganlage hatte in der Nordwestecke eine Kernburg als festes Steinhaus (Donjon) mit einer Grundfläche von 19 mal 15 Meter und einer Mauerstärke von circa zwei Metern mit zwei südseitigen Scharten in Rundbogennischen im Erdgeschoss. Im Osten war das Steinhaus um einen schiffsbugartigen Vorbau erweitert. Im Osten der Anlage befindet sich auf einer Grundfläche von 13 mal 20 Meter der Rest eines Bergfrieds, der eventuell auch als Torturm diente. Ein Abschnittsgraben trennte die Burg von der Hochfläche.
Bei Ausgrabungen wurden wertvolle Funde gemacht, wie Spielsteine, Glasfragmente und Metallsporne, die schon bei diversen Ausstellungen gezeigt wurden.

## Die Sage von der Schlange mit der goldenen Krone
Von Bruno Ewald Reiser.
Vor langer Zeit stand über der Fehla die stolze Burg eines gewaltigen Raubritters, der Kunibert hieß und über die Maßen reich war. Keine Straße war vor ihm sicher, und allen Reichtum hatte er gestohlen. Seine Burg zierten fünf Türme, und auf dem höchsten saß ein Hahn, der sprechen und über sieben Berge sehen konnte. Kunibert hatte ihn um seinen Sohn von einer Hexe eingehandelt und wusste nicht, wie sehr sie ihn betrogen hatte. In Wirklichkeit war der Hahn nämlich ein verzauberter Jüngling, und niemand anders als Kuniberts eigen Fleisch und Blut. Dieser Wächter war mit Gold nicht aufzuwiegen; er verriet alles, was sich auf den Straßen tat, und Kunibert zog mit seinen Streitgesellen dorthin, wo ihm reiche Beute sicher war.
Dieweil musste seine Tochter, die schöne Walburga, den goldenen Schatz getreulich hüten. Mit den Wachhunden ihres Vaters saß sie in den tiefen Kellern; sie war so schön, dass aller Glanz und Reichtum neben ihr verblasste.
Eines Tages kam ein Königssohn und wollte die Prinzessin sehen. Walburga hütete den Schatz und ließ ihm sagen, dass er sich gedulden möge. Der Königssohn hörte aber nicht auf zu bitten. Da zog sie ihre schönsten Kleider an und ging ihm frohgemut entgegen. Sie gefiel ihm auf den ersten Blick; er neigte sich tief vor ihrer Schönheit, setzte ein goldenes Krönlein auf ihr Haupt, und sie freute sich, seine Königin zu sein. Da hatten sich zwei Menschenkinder gefunden und liebten sich und glaubten, sie wären allein auf der Welt. Eng umschlungen gingen sie im Burggarten auf und nieder. Walburga hatte vergessen, ihren Schatz zu hüten, und der Königssohn achtet nicht mehr der Gefahr.
Da kam der böse Kunibert von einem Raubzug heim und sah die beiden und das goldene Krönlein auf Walburgas schwarzen Locken. „Beim Teufel“, brummte er, „wie ist das zugegangen? Geht da mein einzig Kind mit einem fremden Manne und trägt ein goldenes Krönlein auf dem Haupt. Das wird aus meinem Schatze stammen, den ich zu hüten ihr geboten!“ Er sah, wie sich die beiden küssten ohne Unterlass. „Du Schlange, Du erbärmliche!“ fluchte er in wildem Zorn, zückte sein blutiges Schwert und stieß es dem Königssohn so tief in den Rücken, dass er zusammenbrach und auf der Stelle tot war. Walburga kniete zu ihm nieder, und als der rohe Vater das Schwert abermals erhob, ging sein Fluch an ihr in Erfüllung. Da lag sie nun am Boden und war eine Schlange mit giftgrünen Augen und zischelnder Zunge. Auf ihrem Haupt war noch das Krönlein, und das Gold strahlte wie die Sonne, weil Blut um eine Liebe floss, die ohne Erfüllung blieb.
Die Wachhunde vor den Schatzkammern rochen das Blut. Sie kamen, fielen über Kunibert her und rissen ihn in Stücke. Da war die alte Burg ausgestorben; nur der Hahn, der auf dem höchsten Turme saß und die Schlange, die ein Krönlein trug, waren noch am Leben.
In diesen Tagen kamen die Feinde Kuniberts zu Haufen. Sie verwüsteten die schönen Gärten und zerstörten die feste Burg; aber der goldene Schatz blieb ihnen verborgen. Er liegt heute noch tief unter dem zerfallenen Gemäuer. Kunibert, der leben und nicht sterben darf, muss ihn hüten und seine gebannten Kinder helfen ihm dabei.
Düster dräuende Wacholderstauden wachsen seither in diesem Land und trauern um die längst entschwundene Pracht. Wenn sommertags die Sonne darüber glastet, dann leuchten sie in dunklem Grün. Das ist die Hoffnung der Verwunschenen, die immer noch auf die Erlösung warten, die ihnen nur ein Kind vom Fehlatale bringen kann.
Fällt man im Bannkreis der zerfallenen Burg zuweilen eine Tanne, aus der ein Kinderwieglein wird, dann kommt ein Jubelschrei von ihren Wurzeln her, so freut sich da die Schlange. Sie glaubt, dass jetzt das Kind geboren sei, das sie vom Bann erlösen werde. Und wer in solcher Wiege lag, wird irgendwann in seinem Leben die Schlange mit der goldenen Krone sehen und mit ihr sprechen wie mit einem Menschenkind.
An einem sonnig hellen Tag – grad sind es zehnmal hundert Jahr – lag einst die arme Schlange auf einem Stein im Fehlatal. Da kam ein junger Mann gegangen und wunderte sich sehr: „Was trägst du auf dem Haupt für eine Krone?“ Und die Schlange sprach:
„Walburga werde ich genannt,
ein böser Fluch hat mich gebannt;
tust Du mich dreimal küssen,
dann ist der Bann zerrissen.“
Da kniete der junge Mann auf die Erde. Er nahm den Kopf der Schlange in beide Hände und küsste sie, und die Schlange lachte dazu und küsste ihn auch. Und es wurde ihm warm ums Herz und er meinte, heiße Lippen eines jungen Menschenkindes hätten ihn berührt. Und dann küsste er zum andernmal, und es krähte ein heiserer Hahn und eine zornige Männerstimme schrie: „Du Schlange, Du erbärmliche!“
Da wackelte das Krönlein auf dem Kopf der Schlange; das Gold strahlte wie eine Sonne, und die Edelsteine funkelten wie Blut; ihre Augen blitzten giftgrün, aus ihrem Mund kam blauer Odem, und ihr Zünglein zischelte: „Küsse mich! — Küsse mich!“
Da packte den jungen Mann helles Entsetzen. Er hob die Schlange empor und schleuderte sie weit in den Wald hinein. Da kroch sie still und traurig unter eine dicke Wurzel. Ganz heiser krähte irgendwo ein Hahn, und eine wehe Männerstimme sagte traurig: „Mein armes Kind!“
Seither wartet die verwunschene Schlange auf den dritten Kuss. Aber nur alle hundert Jahre gibt es einen Tag, an dem man sie erlösen kann. Es fielen ungezählte Tannen dort im Wald, und viele Wiegen wurden schon gezimmert, und die Verwunschene tat manchen Jubelschrei. Seither ist die Schlange manchesmal erschienen, wenn jemand einsam im Fehlatal wanderte; aber niemand fand den Mut, sie wie ein Menschenkind zu küssen.
Bald sind die hundert Jahre wieder um. Dann wird vielleicht ein stolzer Jüngling kommen, die Schlange mit der goldenen Krone küssen, und sie entbannen wiederum zum Menschenkind. Sie wird ihn mit dem goldenen Schatz, mit ihrer hohen Lieb’ belohnen.
Dann aber wird im Fehlatal kein heiserer Hahn mehr krähen, wenn eine Tanne fällt, kein Jubelschrei wird mehr erschallen, kein Ritter Kunibert wird mehr nach seinem Kinde fragen, und die Schlange mit der goldenen Krone wird nimmermehr auf heißem Fels zu sehen sein.
Dann wird die Sage traurig aus dem Tale wandern, und wenn sie fortgegangen ist, werden die Menschen so arm sein, dass sie gerne den goldenen Schatz und mehr darum geben wollten, wenn sie wiederkäme.